# Fontaine de la Croix-du-Trahoir
La fontaine de la Croix-du-Trahoir se situe au carrefour des rues de l'Arbre-Sec et Saint-Honoré (à hauteur du no 111), dans le 1er arrondissement  de Paris. Elle est inscrite au titre des monuments historiques depuis le 2 février 1925.

## Le bâtiment
Construit en 1776 par l'architecte Jacques-Germain Soufflot, comme l'indique une plaque apposée sur la façade nord, c'est un bâtiment technique faisant office de répartiteur d'eau pour les services du Palais-Royal et des hôtels des ministres. Il était alimenté par la pompe de la Samaritaine située sur le Pont-Neuf. Les locaux ont été occupés par les fontainiers jusqu'au milieu du XXe siècle, puis inaugurés en 1966 par le général de Gaulle comme consulat d'Andorre. Inoccupé de 1995 à 2002, il a ensuite été squatté par un collectif d'artistes, Le Laboratoire de la création, qui est aujourd'hui conventionné par la ville de Paris et parrainé par le prix Nobel de littérature, Gao Xingjian. Il compte une galerie d'art au rez-de-chaussée, ouverte au public, un studio de musique au sous-sol, et quatre ateliers de plasticiens et cinéastes dans les étages.

## La place de la Croix du Trahoir

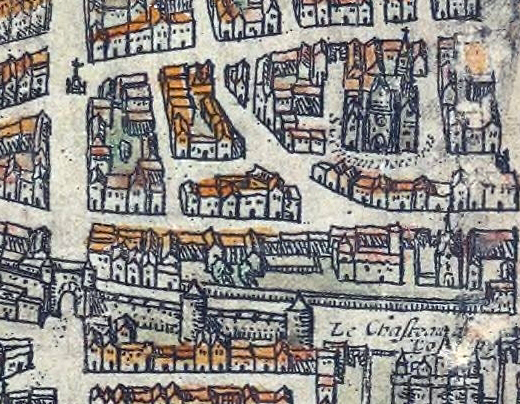
La croix (en haut et à gauche) sur le plan de Braun et Hogenberg (vers 1530) ; la muraille dessinée correspond à l'enceinte de Philippe Auguste avec la première porte Saint-Honoré.

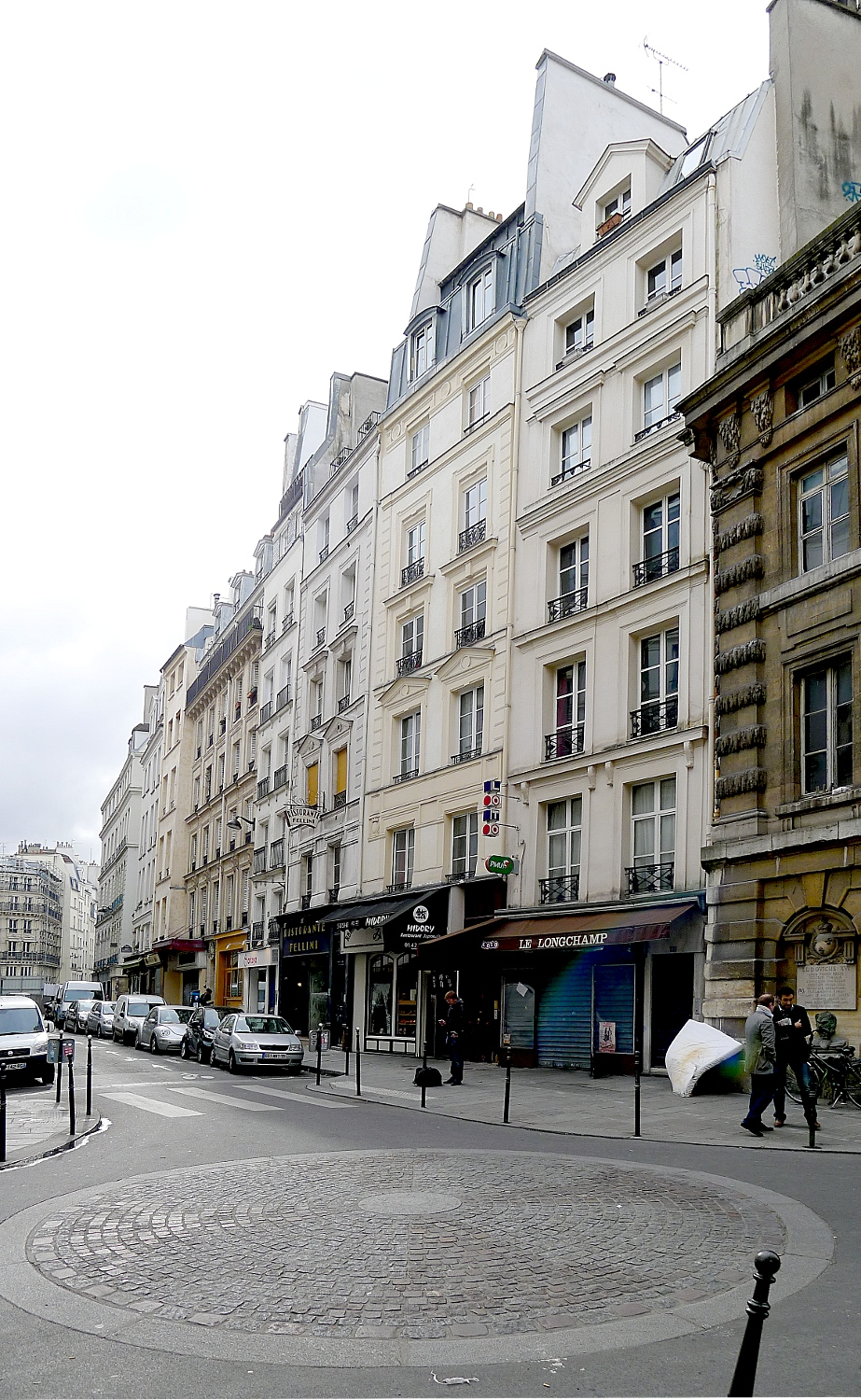
Emplacement actuel de cette ancienne place au carrefour des rues Saint-Honoré et de l'Arbre-Sec, vue ici en direction de la Seine.

Ce carrefour se situait au croisement des principales voies nord-sud et est-ouest d'entrée dans Paris. Pendant plusieurs siècles, il a été un des carrefours les plus animés de Paris.
Il doit son nom, « trahoir », anciennement tiroir, à ce que l'on tirait les étoffes sur la place.
Des exécutions capitales y ont eu lieu jusqu'en 1698. Notamment les faux-monnayeurs, la maison où l'on fabriquait la monnaie étant toute proche. Des luthériens y ont aussi été brûlés vifs le 21 janvier 1535. Le marquis de Bonnesson, meneur de la révolte des sabotiers et huguenot normand, y fut décapité le 15 décembre 1659. Jusqu'en 1739, on y coupait les « oreilles des serviteurs indélicats[réf. à confirmer] ». Elle comportait une roue de supplice pour servir d'exemple aux passants et une potence, parfois assimilée à l'« arbre sec ». C'est toutefois une erreur, car l'arbre sec est un arbre mythique des récits de Marco Polo, parfois assimilé au Chêne de Mambré de l'Ancien Testament.
La place comportait une croix d'origine très ancienne pour favoriser les dernières prières des condamnés. Elle a été détruite en 1789. Son soubassement en pierre avec des degrés servait d'étal à des bouchers et marchands de légumes.
Lorsque, en vertu de l'édit de François Ier en date du 1er janvier 1540, les effectifs du guet sont augmentés, plusieurs nouveaux postes sont créés, dont un à la « croix du Tiroir ».
Une station de chaises à porteurs a été créée en 1639. C'est là qu'a lieu l'arrestation de Pierre Broussel, conseiller au parlement de Paris, surnommé le « père du peuple », le 26 août 1648. C'est un épisode marquant du début de la Fronde. Ce carrefour sera aussi le centre d'une répression sanglante, puis des barricades élevées jusqu'à la libération du conseiller. C'est la Journée des barricades du 27 août 1648.
Le 14 novembre 1650, les trois assassins du baron de Saint-Eglan y sont exécutés, deux semaines après l'homicide commis le 29 octobre 1650 lors de l'attaque du carrosse du duc de Beaufort.

## La fontaine de la Croix-du-Trahoir

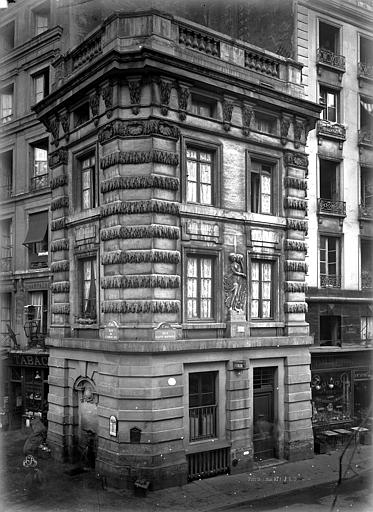
La fontaine vers 1880 (photographie de Jean-Eugène Durand).

La première fontaine de la Croix-du-Trahoir a été construite par le sculpture Jean Goujon à l'initiative de François Ier en 1529. Elle a été reconstruite en 1606 puis déplacée de quelques mètres en 1636 pour améliorer la circulation dans la rue Saint-Honoré. 
Jacques-Germain Soufflot, chargé de la rebâtir en 1775, hérita d'une fontaine en très mauvais état. Il l'inscrivit dans un édifice polygonal situé à l'intersection des rues de l'Arbre-Sec et Saint-Honoré. Il confia à Louis-Simon Boizot la sculpture de la nymphe qui apparaît rue Saint-Honoré. Elle est inspirée des nymphes réalisées par Jean Goujon pour la fontaine des Innocents. On remarque l'utilisation d'un bossage en stalactites, similaire à celui de la Fontaine Médicis. Un mascaron permet à l'eau de la fontaine de s'écouler.

### Inscription
La fontaine porte l'inscription suivante : 
| LUDOVICUS XVI ANNO PRIMO REGNI UTILITATI PUBLICÆ CONSULENS CASTELLUM AQUARUM ARCUS JULI VETUSTATE COLLAPSUM FUDAMENTIS REÆDI- -FICARI ET MELIORE CULTU ORNARI JUSSIT. CAROL. CLAUD. D'ANGIVILLER. COM REGIS ÆDIFICIIS PROEP | Louis XVI, la première année de son règne, ordonne pour le bien public que le château d'eau de l'arc de Julien, vétuste et en mauvais état, soit complètement réédifié avec plus d'élégance par Charles Claude d'Angiviller surintendant des Bâtiments du Roi. |

|                                      |  |  |
| Fontaine et détail de l'inscription. |  |  |

### Bas-relief
|                                        |  |  |
| Bas-relief et détail de l'inscription. |  |  |